# Thomas Eriksson (Skilangläufer)
Thomas Eriksson (* 16. Oktober 1959 in Borlänge) ist ein ehemaliger schwedischer Skilangläufer.

## Werdegang
Schon im Alter von zwanzig Jahren bestritt Eriksson die Olympia-Rennen in Lake Placid. Hier konnte er sich allerdings nur mit der Staffel als Fünfter unter den besten Zehn platzieren, in den beiden Einzelrennen über 15 und 50 Kilometer wurde Eriksson Elfter beziehungsweise Sechzehnter. Im selben Jahr siegte er bei den Svenska Skidspelen in Falun im Rennen über 30 km.
Bereits in seinem zweiten von der FIS organisierten Profirennen startete Eriksson bei den Nordischen Skiweltmeisterschaften 1982. Nachdem er schon zuvor bei seinem ersten Weltcup über 15 km Vierter geworden war, konnte er über 30 km in Oslo Weltmeister werden. Anschließend ging er bei mehreren Weltcups an den Start, verpasste aber immer das Podium. 1985 war er erneut Staffelläufer für Schweden und konnte zusammen mit seinen drei Teamkollegen die Bronzemedaille bei den Weltmeisterschaften in Seefeld in Tirol erreichen. Auch 1987 und 1989 nahm er an den Nordischen Skiweltmeisterschaften teil, er konnte aber keinen Medaillenerfolg erreichen.
Im Weltcup dagegen gelangen Eriksson nun einige Erfolge, er gewann beispielsweise das 30-km-Rennen 1986 in Davos. Im Jahr 1991 war Eriksson bei den Nordischen Skiweltmeisterschaften im Fleimstal erneut Staffelmitglied und konnte die Silbermedaille erringen, auch im Einzel platzierte er sich als Siebter gut. Im Alter von 33 Jahren war Eriksson 1993 letztmals Teilnehmer bei einer Weltmeisterschaft, er verpasste in Falun die Ränge unter den besten Zehn aber deutlich. Zum Ende seiner Karriere bestritt Eriksson nur noch FIS-Rennen, ehe er 1997 seine Karriere beendete. Bei schwedischen Meisterschaften wurde er einmal über 15 km (1981) und zweimal über 50 km (1981, 1982) Meister.

## Weltcupsiege im Einzel
| Nr. | Datum             | Ort   | Disziplin                       |
| --- | ----------------- | ----- | ------------------------------- |
| 1.  | 23. Februar 1982  | Oslo  | 30 km Individualstart 1         |
| 2.  | 26. Dezember 1986 | Davos | 30 km klassisch Individualstart |

## Weltcup-Gesamtplatzierungen
| Saison  | Platz | Punkte |
| ------- | ----- | ------ |
| 1981/82 | 17.   | 43     |
| 1984/85 | 28.   | 23     |
| 1985/86 | 6.    | 50     |
| 1987/88 | 23.   | 19     |
| 1988/89 | 12.   | 39     |
| 1990/91 | 15.   | 43     |
| 1992/93 | 92.   | 4      |